# Yoshida Kenkō
Kenko Yoshida  (吉田兼好?, Yoshida Kenkō) o Kaneyoshi di Urabe (卜部兼好?) (1283 circa – 1350) è stato uno scrittore giapponese.

## Biografia
Conosciuto anche come Kaneyoshi o Hoshi Kenko. È lo scrittore più importante dell'epoca Kamakura. Poche sono le notizie biografiche che ci sono giunte, le stesse date di nascita e di morte sono molto incerte. In particolare, la data di nascita è stata ricavata calcolandola a partire dalla data di morte, poiché è noto che morì all'età di sessantotto anni. La famiglia di Kenko apparteneva all'alta burocrazia imperiale e sia il padre che un fratello maggiore ricoprivano cariche molto prestigiose.
Anch'egli non si sottrasse alla tradizione di famiglia e, grazie al suo precoce ingegno, servì la casa imperiale durante il regno di Go-Nijō (1301-1308). Probabilmente i suoi incarichi a corte continuarono anche con l'imperatore successivo, Hanazono, ma non per molto: poco tempo dopo l'avvento al trono del nuovo imperatore, Kenko si ritirò in un convento. Sui motivi della decisione non ci sono certezze, si ipotizza che il suo ritiro dalla vita di corte sia da connettere con la scomparsa del figlio di Go Nijo, principe Kuninaga. Questa scomparsa era stata infatti così dolorosa da indurre molti degli amici del defunto ad abbracciare la vita religiosa.
Negli anni successivi, Kenko era sempre più pervaso da un forte desiderio di solitudine. Cambiò molte volte luogo di residenza: prima il tempio di Yogawa nei pressi di Kyōto, poi la collina di Narabi. Altri luoghi di permanenza sono più incerti, spesso frutto di rivendicazioni infondate provocate dalla grande fama dello scrittore.

## LoTsurezuregusa
L'analisi della personalità di Kenko è un problema assai complesso, essendo basata in maggior parte sulla sua opera più nota: lo Tsurezuregusa. Normalmente il titolo è tradotto con Ore d'ozio o Saggi sull'ozio. Letteralmente il significato è Appunti presi durante le ore d'ozio, intendendosi questo termine nel significato romano di otium cum dignitate, cioè il tempo sottratto al negotium, al lavoro e agli affari e dedicato allo studio, alla riflessione e alla composizione di scritti.
Formalmente lo Tsurezuregusa è una raccolta di 243 prose, di varia lunghezza, nelle quali si tratta degli argomenti più vari, spesso esprimendo giudizi contrastanti sui medesimi oggetti, dovuti alla diversità del tempo di composizione o al variare degli stati d'animo. Tuttavia l'opera contiene motivi conduttori che richiamano i concetti del buddhismo zen.

## Traduzioni in lingua italiana
- Ore d'ozio, a cura di Marcello Muccioli, Leonardo da Vinci, Bari, 1965; SE, Milano, 1995; Feltrinelli, Milano, 2012
- Momenti d'ozio, a cura di Donald Keene, trad. di Adriana Motti, Adelphi, Milano, 1975
- Pensieri nella quiete, a cura di Luigi Soletta, EMI, Bologna, 2000
- Ore d'ozio. Tsurezuregusa, a cura di Adriana Boscaro, trad. di Luisa Randazzo, Marsilio, Venezia, 2014